# Kepler-84
Kepler-84 is een ster in het sterrenbeeld Vissen (Pisces). De ster is een type G en heeft vijf bevestigde exoplaneten. De ster is ongeveer even groot als de Zon en ligt op een afstand van 1118 lichtjaar. 

## Planetenstelsel
Het planetenstelsel van de ster werd ontdekt door de Kepler-ruimtetelescoop van NASA en bevestigd in 2013. Toen werden er twee exoplaneten, Kepler-84 b en c, bevestigd door middel van transitiefotometrie. In 2014 werden Kepler-84d, e en f bevestigd.
| Planeet | Massa | Halve lange as (AE) | Omlooptijd (dagen) | Excentriciteit | Straal |
| ------- | ----- | ------------------- | ------------------ | -------------- | ------ |
| b       | —     | 0,0830              | 8,73               | —              | 2,5 R⊕ |
| c       | —     | 0,1080              | 12,88              | —              | 2,8 R⊕ |
| d       | —     | 0,0520              | 4,22               | —              | 1,4 R⊕ |
| e       | —     | 0,1810              | 27,43              | —              | 2,7 R⊕ |
| f       | —     | 0,2500              | 44,55              | —              | 2,2 R⊕ |